# Sapindales
Sapindales é uma ordem de plantas angiospérmicas (plantas com flor - divisão Magnoliophyta), pertencente à classe Magnoliopsida (Dicotiledóneas - planta cujo embrião contém dois ou mais cotilédones).

## Características
Presença de compostos secundários como óleos estéreos e miricetina e células secretoras nos tecidos; madeira silicificada ou com dióxido de silício em todas as grandes famílias.
Sapindales contêm cerca de 3% da diversidade das eudicotiledôneas (Magallón et al., 1999) e mostram taxas bastante altas de diversificação (Magallón & Castillo 2009). 
Interações planta-animal: associado com a acumulação de metabolitos secundários nocivos, herbívoros especializados são muito encontrados neste grupo. Assim, o hemipteran Calophya come em grande parte Anacardiaceae, Burseraceae, Simaroubaceae e Rutaceae (Burckhardt & Basset 2000) - além de um par de registros de famílias inteiramente alheios. Galhas são bastante comuns, talvez especialmente em Sapindaceae e Anacardiaceae (Mani 1964).
Gomas e resinas ocorrem tanto no Rutaceae, Meliaceae, Simaroubaceae e Burseraceae grupos-Anacardiaceae (Nair, 1995).
Floema estratificada pode ser bastante generalizado. As estípulas são por vezes claramente modificadas em folhetos e foram descritas como pseudoestipulas ou metaestipulas, sendo estes últimos definidos como estruturas com a morfologia das verdadeiras estípulas, ainda havia uma boa razão para acreditar que eles foram obtidos a partir pseudoestipulas. (Leenhouts Weberling & 1965).
Bachelier e Endress (2009) sugerem algumas características de desenvolvimento florais encontrados amplamente neste clado. As flores são muitas vezes imperfeitas, mas quando estaminadas e carpeladas têm pistilódio e estaminódios bem desenvolvidos, respectivamente, e podem ser difíceis de distinguir. Cavidades do septo podem ter sido notadas em Cneorum (Rutaceae) e Koelreuteria (Sapindaceae), mas eles não secretam néctar (Caris et al. 2.006, cf nectários septais em monocotiledôneas). Biebersteiniaceae e Nitrariaceae são particularmente pouco conhecida morfologicamente.

## Famílias

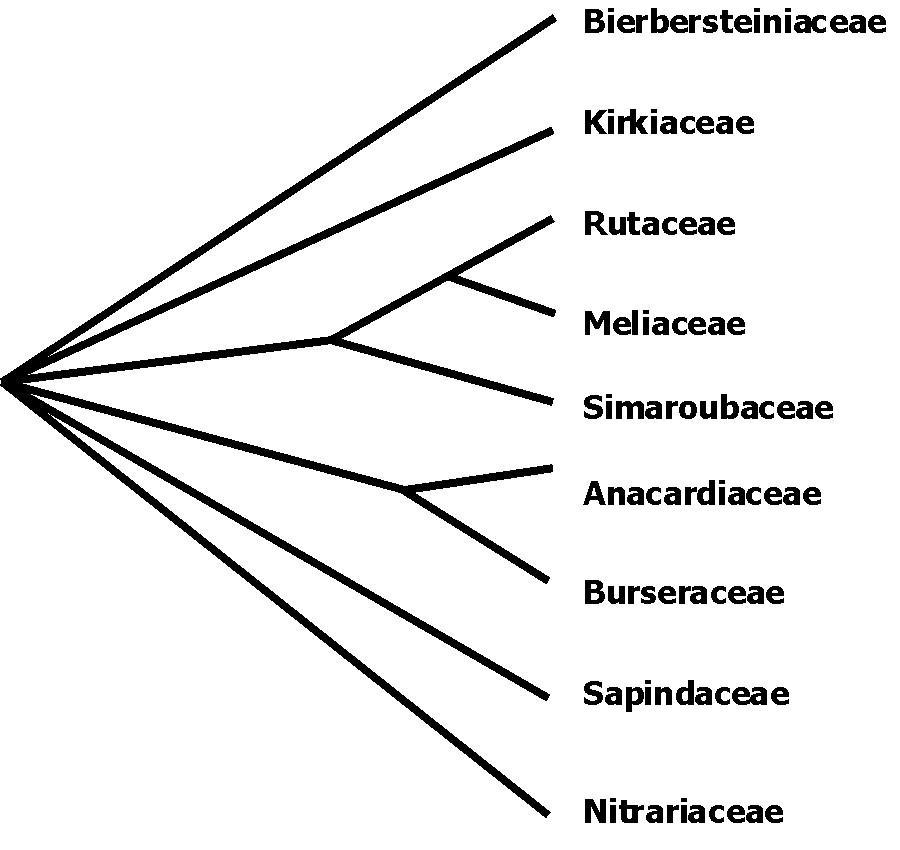
Filogenia com as famílias da ordem Sapindales

O sistema de classificação  APG, de 2003, inclui esta ordem nas eurosídeas II, com as seguintes famílias:
- Anacardiaceae
- Biebersteiniaceae
- Burseraceae
- Kirkiaceae
- Meliaceae
- Nitrariaceae (+ Peganaceae e Tetradiclidaceae)
- Rutaceae
- Sapindaceae
- Simaroubaceae

( "+ …" = segregação opcional da família precedente)
O sistema Cronquist, de 1981, usava uma circunscrição algo diferente, com as seguintes famílias:
- Staphyleaceae
- Melianthaceae
- Bretschneideraceae
- Akaniaceae
- Sapindaceae
- Hippocastanaceae
- Aceraceae
- Burseraceae
- Anacardiaceae
- Julianiaceae
- Simaroubaceae
- Cneoraceae
- Meliaceae
- Rutaceae
- Zygophyllaceae
- Hipocrateaceae